# 1465
1465 (MCDLXV) a fost un an comun al calendarului iulian, care a început într-o zi de marți.

## Evenimente
- 23-25 ianuarie: Ștefan cel Mare ocupă cetatea Chilia, în al doilea asediu al Chiliei.

## Nașteri
- dată necunoscută: Hans Holbein cel Bătrân pictor german (d. 1524)
- dată necunoscută: Gil Vicente scriitor portughez (d. 1536)
- 6 februarie: Scipione del Ferro matematician italian (d. 1526)
- 16 martie: Kunigunde de Austria  (d. 1520)
- 14 octombrie: Konrad Peutinger istoric german (d. 1547)
- dată necunoscută: Biernat din Lublin scriitor polonez (d. 1529)

## Decese
- 5 ianuarie: Charles d'Orléans,70 ani, nobil și poet francez (n. 1394)
- 25 septembrie: Isabela de Bourbon, 29 ani, a doua soție a lui Carol Temerarul (n.c. 1436)
- 4 noiembrie: Maria Oltea, 55/57 ani, mama lui Ștefan cel Mare (n. 1405/1407)